# 角田龍平のオールナイトニッポンR
角田龍平のオールナイトニッポン（すみだりゅうへい-）は、ニッポン放送の深夜番組オールナイトニッポンRで放送されていたラジオ番組。

## 概要
当番組のパーソナリティである角田龍平は、2008年秋に行われた『オールナイトニッポンパーソナリティーオーディション』で、1200人以上の応募者の中からオーディションを勝ち抜き、当番組のパーソナリティーの座を勝ち取った。
大阪府知事である橋下徹が代表を務める橋下綜合法律事務所所属の弁護士（旧61期）であるため、ニッポン放送ではオールナイトニッポン史上初の現役弁護士パーソナリティーと謳っていた。番組開始当初は1クール（3ヶ月）で終了する予定だったが投稿の数が余りにも多かったので4月以降も放送を続行、結果1年近くレギュラーを務めることとなった。尚番組終了については降板ではなく「卒業」という扱いになっている。
オープニングは局スタッフの時事ネタの原稿読みから入り、それについて角田がコメントを述べ、番組タイトルのドナリの後、ビタースウィートサンバで番組スタート。ジングルについては番組制作の曲と、プロレスラーの入場曲が使われていた。ハイロウズ「日曜日よりの使者」のエンディング曲と共に番組終了。
終了後、放送期間途中から開始していたポッドキャストに場を移した形となっており、その配信が50回を超えた記念で2012年2月3日27:00〜29:00に特番として放送された。

## コーナー
深夜の法律相談
日常生活における、初歩的な法律相談に角田が答えるコーナー。初回から。
知恵袋R
Yahoo!知恵袋で実際にあった質問に面白い回答をリスナーから募集するコーナーである。2009年3月21日開始。
噛みついてナンボ!
角田が話題の事柄について噛みつくコーナー。
美人過ぎる市議
色々な芸能人・有名人の「○○過ぎる○○」というキャッチフレーズを考えるコーナー。
くすぶっTEL
4時台からのコーナー。全体的にくすぶっているリスナーが多い番組のリスナーと角田が電話で話すコーナー。
これ訴えられますか？ -三百代言-
「訴えたい」と思うことをリスナーから募集し、弁護士としては無く、三百代言（資格の無い弁護士）として答えるコーナー。2009年2月21日開始。同年8月1日終了。
ニコラスケイジ
2009年2月13日放送で話題に上がった、角田を持ち上げるのが得意な2ちゃんねる利用者の歯医者のハンドルネームを、そのままコーナー化。彼が人物やものを褒め称えたら一体どのような書き込みをするのかをリスナーが予想するコーナー。2009年3月21日開始。同年8月1日終了。
妄想情熱大陸
角田龍平の夢が「情熱大陸」に出演する事で、いつ出演しても良いようにリスナーから質問を募集し回答する。初回からのコーナーであったが2009年8月1日終了。
グータン☆ニクボ〜
童貞と女性リスナーの恋愛観を対立させるコーナー。テーマに沿った内容で恋愛観を語る。

## ゲスト
- 第13回 4月18日 - 棚橋弘至（プロレスラー）
- 第20回 6月20日 - 武藤敬司（プロレスラー）
- 10月24日 - 夏目ナナ（タレント）
- 11月21日 - 長井秀和（ピン芸人）[3]
- 12月26日 - スペース（角田の父、電話出演）

## エピソード
- 2009年5月2日放送分で2ちゃんねるで角田の公表していない情報などが書き込まれている事が発覚した。状況証拠を積み上げていくと犯人は角田の父だった。文字の間にスペースを開けて書き込んでいる事からリスナーからは「スペース」との愛称で呼ばれている。その後の放送からは、番組に文章の間にスペースがあるメールが増えた。

## 放送時間
- 日本標準時土曜日 27:00 - 29:00（土曜日深夜午前3:00 - 5:00）
- ただしニッポン放送は28:30までの放送で、最後の30分間は裏送りとなる。この最後の30分間が2009年6月13日よりポッドキャスティングで配信されている。また、一部地域は28:00で飛び降り、あなたへモーニングコールを放送。
- 2009年4月 - 10月まで毎月「最終土曜日」深夜午前3:00 - 5:00は『オールナイトニッポンR よしもと浅草花月』が放送されていた（同年11月より毎月「第1金曜日」に変更）。

### 27:00 - 29:00
- STVラジオ
- 茨城放送
- 栃木放送
- KBS京都
- KBCラジオ

### 27:00 - 28:30
- ニッポン放送

### 27:00 - 28:00
- IBC岩手放送
- 山形放送
- 山梨放送
- 信越放送
- 福井放送
- CBCラジオ
- 和歌山放送
- 山口放送
- 西日本放送
- 南海放送
- 四国放送
- 高知放送
- 長崎放送
- 熊本放送
- 宮崎放送（2009年10月3日より）
- 南日本放送

## 特別番組
オールナイトニッポンR よしもと浅草花月放送回を除く。
- 2月28日：オードリー （オードリーのオールナイトニッポンR）
- 4月4日：決戦!お笑い有楽城（イベントの様子、27時台）、お笑い有楽城優勝者:ラバーガールのオールナイトニッポンR（28時台）
- 11月29日：ノースリーブス（高橋みなみ・小嶋陽菜・峯岸みなみ）のオールナイトニッポンR